# Leopold II av Österrike
Leopold II av Österrike, död 1095, var en österrikisk monark. Han var regerande markgreve av Österrike 1075–1095.